# Listă de zeppeline
Aceasta este o listă completă a zeppelinelor construite de compania germană Zeppelin din 1900 până în 1938.

## Zeppeline construite înainte de Primul Război Mondial
| Număr de producție | Clasa | Nume / număr tactic | Utilizare                          | Primul zbor       | Remarci | Imagine                                       |
| ------------------ | ----- | ------------------- | ---------------------------------- | ----------------- | --- | --------------------------------------------- |
| LZ 1               | A     |                     | Experimental                       | 2 iulie 1900      | Trei zboruri, care au depășit viteza aeronavei La France; dezmembrat în anul 1901 din cauza lipsei de bani pentru dezvoltarea ulterioară. |                                               |
| LZ 2               | B     |                     | Experimental                       | 17 ianuarie 1906  | Două zboruri; dezmembrat ulterior. |                                               |
| LZ 3               | B     | Z I                 | Experimental; militar              | 9 octombrie 1906  | Primul Zeppelin cu adevărat de succes. A făcut o serie de zboruri cu o durată semnificativă înainte de a fi redimensionată (mărită) și cumpărată de armata germană în 1908. A fost folosită pentru instruire până la scoaterea din funcțiune în 1913. |                                               |
| LZ 4               | C     |                     | Militar (inițial)                  | 20 June 1908      | A terminat un zbor de 12 ore la 1 iulie 1908; a încercat un zbor de anduranță de 24 de ore pe 4 august 1908, dar a aterizat lângă Echterdingen după 12 ore pentru a repara un motor. Distrus de vânturile puternice. |                                               |
| LZ 5               | C     | Z II                | Experimental; militar              | 26 mai 1909       | Distrus de o furtună în apropiere de Weilburg la 25 martie 1910.</ref> |                                               |
| LZ 6               | D     |                     | Experimental; civil (DELAG)        | 25 august 1909    | Primele experimente de comunicații fără fir; prima aeronavă pentru DELAG (Deutsche Luftschiffahrts-Aktiengesellschaft - companie germană de transport aerian); distrus accidental de un incendiu în hangarul său din Oos, Baden-Baden, la 14 septembrie 1910. |                                               |
| LZ 7               | E     | Deutschland         | Civil (DELAG)                      | 19 iunie 1910     | Deteriorat dincolo de reparații după ce s-a prăbușit în timpul unei furtuni peste Pădurea Teutoburg, la 28 iunie 1910. |                                               |
| LZ 8               | E     | Deutschland II      | Civil (DELAG)                      | 30 martie 1911    | Prins de o puternică rafală de vânt în timp ce ieșea din hangar(16 mai 1911). |                                               |
| LZ 9               | F     | Ersatz Z II         | Militar                            | 2 octombrie 1911  | Scos din uz la 1 august 1914. |                                               |
| LZ 10              | F     | Schwaben            | Civil – DELAG                      | 26 iunie 1911     | A transportat 1553 pasageri în 218 zboruri comerciale. |                                               |
| LZ 11              | G     | Viktoria Luise      | Civil – DELAG; mai târziu, militar | 19 februarie 1912 | După ce a fost folosit de DELAG, a fost preluat de către armata germană în timpul Primului Război Mondial. |                                               |
| LZ 12              | F     | Z III               | Militar                            | 25 aprilie 1912   | Scos din uz la 1 august 1914. |                                               |
| LZ 13              | G     | Hansa               | Civil – DELAG; mai târziu militar  | 30 iulie 1912     | A călătorit 44.437 km (27.612 mi; 23994 nm) în 399 de zboruri; primul zbor de călători în afara Germaniei, comandat de Graf von Zeppelin în vizită în Danemarca și Suedia la 19 septembrie 1912; preluat de armata germană la izbucnirea Primului Război Mondial; dezafectat în vara anului 1916. |                                               |
| LZ 14              | H     | L 1                 | Militar                            | 7 octombrie 1912  | S-a prăbușit în Marea Nordului în timpul unei furtuni la 9 septembrie 1913, omorând 14 din cei 20 de membri ai echipajului. Acesta a fost primul accident Zeppelin care a provocat decese. |                                               |
| LZ 15              | H     | Ersatz Z I          | Militar                            | 16 ianuarie 1913  | Distrus într-o aterizare forțată pe 19 martie 1913. |                                               |
| LZ 16              | H     | Z IV                | Militar                            | 14 martie 1913    | În mod accidental, a trecut granița franceză la 3 aprilie 1913, din cauza unei erori de navigație, cauzată de o vizibilitate slabă, și a aterizat pe terenul de parada de cavalerie de la Lunéville, permițând francezilor să efectueze o examinare detaliată. Utilizat pentru recunoaștere deasupra Prusiei de Est în august 1914 și a bombardat Varșovia, la 24 septembrie 1914. Ulterior, a fost folosit pentru instruire înainte de a fi dezafectat în toamna anului 1916. |                                               |
| LZ 17              | H     | Sachsen             | Civil; mai târziu militar          | 3 mai 1913        | A transportat 9.837 pasageri în 419 de zboruri, 39.919 km parcurși (24,805 mi; 21,555 nm); preluat de armata germană la izbucnirea Primului Război Mondial în 1914; era înarmat cu un lansator de bombe și mai avea o cameră de radio îmbunătățită, mitraliere; În primul său atac asupra Anversului, acesta transporta 820 kg de bombe și a stat în aer timp de 12 ore. Scos din uz în toamna anului 1916.                                                                    |                                               |
| LZ 18              | I     | L 2                 | Militar                            | 9 septembrie 1913 | Distrus de o explozie provocată de hidrogenul care a ieșit, fiind aspirat într-un compartiment al motorului în timpul unui zbor de testare la 17 octombrie 1913; întregul echipaj a fost ucis. |                                               |
| LZ 19              | H     | Second Ersatz Z I   | Militar                            | 6 iunie 1913      | Deteriorat sever după o aterizare forțată la 13 iunie 1914. |                                               |
| LZ 20              | H     | Z V                 | Militar                            | 8 iulie 1913      | Folosit la începutul Primului Război Mondial pentru misiuni de recunoaștere în Polonia de Vest; aterizare forțată din cauza daunelor cauzate de incendiul de la sol după un atac asupra orașului Mława în timpul bătăliei de la Tannenberg: echipajul a fost capturat. |                                               |
| LZ 21              | K     | Z VI                | Militar                            | 10 noiembrie 1913 | Realizarea primei misiuni de bombardament al Zeppelinului din Primul Război Mondial; la 6 august 1914, a bombardat orașul Liège, aruncând cartușele de artilerie în loc de bombe. Ascensorul necorespunzător al aeronavei la păstrat la altitudine mică, astfel încât gloanțele și șrapnelul de apărare a focului au găurit materialul textil. Nava a aterizat înapoi în Köln, dar a trebuit să fie așezată într-o pădure din apropiere de Bonn, distrugându-o complet.        |                                               |
| LZ 22              | L     | Z VII               | Militar                            | 8 ianuarie 1914   | Limitat la un plafon de aproximativ 1.600 m (21.200 ft), la 21 august 1914 a fost trimis Z VII pentru a găsi armata franceză retrasă în jurul munților Vosgi din Alsacia și a arunca bombe în lagăre. După ce a trecut prin nori, Z VII s-a aflat chiar deasupra armatei principale, a cărui foc de arme mici a pătruns în multe celule de gaze. Scurgându-se puternic, echipajul a fost forțat să aterizeze lângă St Quirin, Lorena.                                          |                                               |
| LZ 23              | L     | Z VIII              | Militar                            | 11 mai 1914       | În aceeași ordine ca și Z VII, la 21 august 1914, Z VIII survola armata franceză în timp ce era la o altitudine de câteva sute de metri. Potrivit lui Lehmann, Z VIII a primit "mii de gloanțe și spărturi", forțând-o să se învârtă și să facă o aterizare forțată lângă Bandonvillers. Echipajul a distrus toate documentele și a încercat să ardă epava, dar atât de puțin gaz a rămas încânt nu a ars: echipajul aeronavei a fost capturat de armata franceză.             |                                               |
| LZ 24              | M     | L 3                 | Militar                            | 11 mai 1914       | Dupa 24 de misiuni de recunoastere deasupra Mării Nordului, L3 a participat la primul raid în Regatul Unit, la 19 ianuarie 1915. La 17 februarie 1915, L3 a fost abandonat de echipaj după o aterizare forțată în Danemarca, cauzată de eșecul motorului, combustibil insuficient. Vântul a fost atât de puternic încât a suflat aeronava, acum fără pilot, dar cu motoare care încă funcționau, în mare.                                                                      | Blimp with the letters L3 close to the hanger |
| LZ 25              | M     | Z IX                | Militar                            | 13 iulie 1914     | Folosit pentru misiuni de recunoaștere și bombardament în nordul Franței; la 25 august 1914, nouă bombe au căzut peste Anvers, au ucis sau au rănit 26 de persoane și au deteriorat un palat regal. Familia regală belgiană era rezidentă, iar atacul a fost condamnat pe scară largă. Distrus în hangarul său de la Düsseldorf, la 8 octombrie 1914, de bombe scăpate de Lt Flt (mai târziu Air Vice Marshal), Reginald Marix, RNAS, care pilota un Sopwith Tabloid.          |                                               |

## Zeppeline construite în timpul Primului Război Mondial
Utilizare: în domeniul militar
| Număr de producție | Clasa      | Număr tactic             | Primul zbor        | Remarci | Imagine                                                           |                                                                   |
| ------------------ | ---------- | ------------------------ | ------------------ | --- | ----------------------------------------------------------------- | ----------------------------------------------------------------- |
| LZ 26              | N          | Z XII (Z 12)             | 14 decembrie 1914  | Z XII a făcut 11 atacuri în nordul Franței și pe frontul de est, aruncând în total 20.000 de kilograme de bombe; până în vara anului 1915, Z 12 a aruncat cu aproximativ 9000 kg (20 000 lb) de bombe pe linia de cale ferată Varșovia-Petrograd, între stațiile Malkina și Białystok. Un zbor a transportat o încărcătură de 3.000 kg (6.600 lb). Scoasă din uz la 8 august 1917. |                                                                   |                                                                   |
| LZ 27              | M          | L 4                      | 18 august 1914     | Au efectuat 11 misiuni de recunoaștere asupra Mării Nordului, au participat la primul raid asupra Marii Britanii, la 20 ianuarie 1915. Aterizare forțată în Blavandshuk la 17 februarie 1915 în timpul unei furtuni; 11 dintre membrii echipajului au fost internați, iar patru membri dați dispăruți când nava a fost ulterior scoasă din mare. |                                                                   |                                                                   |
| LZ 28              | M          | L 5                      | 22 septembrie1914  | Au trecut 47 de misiuni de recunoaștere asupra Mării Nordului și Mării Baltice; s-au dovedit a fi deosebit de utile în descoperirea minelor inamice. Două misiuni de atac în care au fost aruncate 700 kg (1500 lb) de bombe. Grav deteriorat de artileria anti-aeriană rusească la 7 august 1915. |                                                                   |                                                                   |
| LZ 29              | M          | Z X                      | 13 octombrie 1914  | Două atacuri asupra Calaisului și Parisului, lansând 1800 de bombe; pe drumul din spate Z X a fost distrus de focul inamic și a fost dezmembrat după o aterizare forțată la St. Quentin. |                                                                   |                                                                   |
| LZ 30              | M          | Z XI                     | 15 noiembrie 1914  | Folosit pentru raiduri pe ruta Varșovia-Grodno și alte ținte de pe frontul de est. Distrusă într-un accident pe 20 mai 1915. |                                                                   |                                                                   |
| LZ 31              | M          | L 6                      | 3 noiembrie 1914   | A participat la apărarea germană în timpul Raidului Cuxhaven, la 25 decembrie 1914, atacând fără succes nava britanică HMS Empress; 36 de misiuni de recunoaștere în jurul Mării Nordului, inclusiv marcarea câmpurilor miniere; un raid de succes în Marea Britanie, care a lansat 700 kg (1500 lb) de bombe. A luat foc în hangarul său din Fuhlsbüttel și a fost distrus împreună cu LZ 36 la 16 septembrie 1916. |                                                                   |                                                                   |
| LZ 32              | M          | L 7                      | 20 noiembrie 1914  | A efectuat 77 de misiuni de recunoaștere în Marea Nordului, cu câteva încercări nereușite de a ataca orașele de coastă din Marea Britanie. A fost atacat pe 4 mai 1916 de focul antiaerian de pe HMS Phaeton și HMS Galatea, iar epava a fost distrusă de submarinul Royal Navy E31. |                                                                   |                                                                   |
| LZ 33              | M          | L 8                      | 17 decembrie 1914  | Folosit pentru misiuni de recunoaștere de-a lungul frontului vestic. Eliminat de focul anti-aerian la Tirlemont, la 5 martie 1915. Echipajul de 21 de oameni a fost ucis. |                                                                   |                                                                   |
| LZ 34              | M          |                          | 6 ianuarie 1915    | A efectuat două raiduri pe frontul de est, lansând 1110 kg (2450 lb) de bombe. Distrusă într-un incendiu în urma unei aterizări forțate în apropiere de Insterburg. |                                                                   |                                                                   |
| LZ 35              | M          |                          | 11 ianuarie 1915   | Două raiduri la Paris și Poperinghe (Belgia), 2420 kg (5340 lb) de bombe lansate; aterizare forțată în apropiere de Aeltre (Belgia) din cauza unor daune cauzate de un incendiul inamic, apoi distrus de o furtună. |                                                                   |                                                                   |
| LZ 36              | O          | L 9                      | 8 martie 1915      | 74 de misiuni de recunoaștere în Marea Nordului; patru raiduri asupra Marii Britanii, lansând un total de 5683 kg (12.529 lb) de bombe; mai multe atacuri asupra submarinelor britanice. A ars în hangarul său la 16 septembrie 1916 împreună cu LZ 31. |                                                                   |                                                                   |
| LZ 37              | M          | LZ 37                    | 4 martie 1915      | |                                                                   |                                                                   |
| LZ 38              | P          | LZ 38                    | 3 aprilie 1915     | Primul său raid de bombardament la Londra la 31 mai 1915 a ucis 7 persoane și a rănit alte 35 de persoane (cu daune materiale evaluate la 18.596 £), cinci raiduri de succes pe Ipswich, Ramsgate, Southend (de două ori) și Londra, 8360 kg (18.430 lb) de bombe lansate. Distrusă de un bombardament britanic în hangarul său din Evere, la 7 iunie 1915. |                                                                   |                                                                   |
| LZ 39              | O          | LZ 39                    | 24 aprilie 1915    | Trei raiduri pe frontul de vest, mai târziu două pe frontul de est, aruncând un total de 4184 kg de bombe. La 17 decembrie 1915, căpitanul Dr. Lempertz, LZ 39 a fost lovit de mai multe ori de șrapnel în timpul unui atac asupra orașului Rovno. Toate celulele din spate au fost perforate și mașina din față a fost lovită și a căzut mai târziu. Echipajul a abandonat cabina de control, a prescris balastul și a deplasat încărcăturile pentru a reechilibra nava și a folosit o stație de comandă de urgență în spate pentru a se întoarce înapoi în Germania. La aterizarea forțată, nava s-a prăbușit deoarece materialul pentru reparații și furnizarea de gaze necesare pentru reumplerea celulelor nu erau disponibile. |                                                                   |                                                                   |
| LZ 40              | P          | L 10                     | 13 mai 1915        | 8 misiuni de recunoaștere în jurul Mării Nordului; 5 atacuri asupra Marii Britanii, aruncând un total de 9900 kg (21,800 lb) de bombe. Distrus de o furtună pe 3 septembrie 1915, lângă Cuxhaven, ucigând 19 membri ai echipajului. |                                                                   |                                                                   |
| LZ 41              | P          | L 11                     | 7 iunie 1915       | 31 misiuni de recunoaștere, în special în timpul bătăliei de la Iutlanda; 12 raiduri asupra Marii Britanii, lansând un total de 15543 kg (34.266 lb) de bombe. </ref> Scos din uz în aprilie 1917. |                                                                   |                                                                   |
| LZ 42              | P          | LZ 72                    | 15 iunie 1915      | Folosit numai ca o navă-școală, deoarece metalul aeronavei era de slabă calitate; scos din uz în februarie 1917. |                                                                   |                                                                   |
| LZ 43              | P          | L 12                     | 21 iunie 1915      | 5 misiuni de recunoaștere; după ce a fost avariat de artileria anti-aeriană în timpul unui raid în care a bombardat orașul Dover a coborât în Canalul Mânecii. Tractată înapoi la Ostend, la 10 august 1915, dar a luat foc în timpul operațiunilor de salvare. |                                                                   |                                                                   |
| LZ 44              | P          | LZ 74                    | 8 iulie 1915       | Două atacuri asupra Marii Britanii au lansat un total de 3500 kg (7700 lb) de bombe; distrus când a zburat într-un munte din Schnee Eifel, la 8 octombrie 1915. |                                                                   |                                                                   |
| LZ 45              | P          | L 13                     | 23 iulie 1915      | 45 de misiuni de recunoaștere, inclusiv una în care a jucat un rol semnificativ din 19 august 1916; 15 atacuri asupra Marii Britanii, lansând 20667 kg (45.563 lb) de bombe; scoasă din uz la 25 aprilie 1917. |                                                                   |                                                                   |
| LZ 46              | P          | L 14                     | 9 august 1915      | Cel mai de succes Zeppelin german; 42 de misiuni de recunoaștere; 17 atacuri asupra Marii Britanii, aruncând în total 22045 kg (48601 lb) de bombe; scoasă din serviciu în timpul anilor 1917 și 1918. Distrusă de echipajul său la 23 iunie 1919. |                                                                   |                                                                   |
| LZ 47              | P          | LZ 77                    | 24 august 1915     | 6 atacuri asupra Marii Britanii și Franței, lansând un total de 12610 kg (27.800 lb) de bombe. Distrusă de focul inamicului la 21 februarie 1916 în bătălia de la Verdun, ucigând echipajul de 15 persoane. Rapoartele din acel moment indicau faptul că LZ 77 avea proiectori, opt mitraliere, două așa-numite arme "revolver" în postul de sus, erau însoțite de aeronave cu aripi fixe și cel puțin un alt Zeppelin și aveau ordine să bombardeze liniile ferate din apropiere . |                                                                   |                                                                   |
| LZ 48              | P          | L 15                     | 9 septembrie 1915  | 8 misiuni de recunoaștere; 3 atacuri asupra Marii Britanii, aruncând un total de 5780 kg (12.740 lb) de bombe. Distrus de incendiu la sol. |                                                                   |                                                                   |
| LZ 49              | P          | LZ 79                    | 2 august 1915      | Au lansat un total de 4440 kg de bombe în două atacuri asupra orașelor Brest-Litovsk și Kovel și un atac asupra Parisului la 30 ianuarie 1916. |                                                                   |                                                                   |
| LZ 50              | P          | L 16                     | 23 septembrie 1915 | 44 de misiuni de recunoaștere; 12 atacuri asupra Marii Britanii, aruncând în total 18048 kg (39.789 lb) de bombe; a livrat provizii în insulele germane în timpul iernii din 1916. Deteriorat fără reparații în timpul unei misiuni de antrenament la Airbase Naval Nordholz la 19 octombrie 1917. |                                                                   |                                                                   |
| LZ 51              | P          | LZ 81                    | 7 octombrie 1915   | Folosit pe frontul vestic; a transportat o comisie diplomatică la Sofia la 9 noiembrie 1915; un atac asupra orașului Étaples (Franța) și alte două atacuri asupra Bucureștiului (România), lansând cca 4513 kg (9,949 lb) de bombe; avariat de artileria anti-aeriană deasupra Bucureștiului, prăbușit la Veliko Tărnovo (Bulgaria) pe 27 septembrie 1916. |                                                                   |                                                                   |
| LZ 52              | P          | L 18                     | 3 noiembrie 1915   | Distrus într-un incendiu la Tondern în timpul realimentării din 17 noiembrie 1915 |                                                                   |                                                                   |
| LZ 53              | P          | L 17                     | 20 octombrie 1915  | 27 misiuni de recunoaștere; 9 atacuri asupra Marii Britanii, lansând un total de 10724 kg (23642 lb) de bombe. Distrus în hangarul său la Tondern, la 28 decembrie 1916, când LZ 69 a luat foc. |                                                                   |                                                                   |
| LZ 54              | P          | L 19                     | 27 noiembrie 1915  | A bombardat Marea Britanie la 31 ianuarie 1916, aruncând un total de 1600 kg (3500 lb) de bombe. La 2 februarie 1916, după un atac asupra Marii Britanii,cu trei motoare care nu funcționau, a intrat sub focul olandez prăbușindu-se în Marea Nordului. |                                                                   |                                                                   |
| LZ 55              | P          | LZ 85                    | 12 septembrie 1915 | 6 atacuri care au constat într-un total de 14200 kg de bombe lansate la Dünaburg (Letonia), Minsk, căile ferate din Riga, și Salonic (de două ori); afectat de un incendiu cauzat de nava de luptă britanică HMS Agamemnon, pe 5 mai 1916, a coborât în mlaștinile Vardar. Echipajul de 12 a fost capturat. |                                                                   |                                                                   |
| LZ 56              | P          | LZ 86                    | 10 octombrie 1915  | 7 atacuri în care au fost lansate 14800 de kilograme de bombe de-a lungul frontului estic și sud-estic; s-a prăbușit la 5 septembrie 1916 lângă Timișoara, omorând nouă membri ai echipajului. |                                                                   |                                                                   |
| LZ 57              | P          | LZ 87                    | 6 decembrie 1915   | 2 atacuri asupra orașelor Ramsgate și Margate, 3000 kg (6,600 lb) de bombe fiind lansate; în iulie 1916 a fost înmânat marinei germane; 16 misiuni de recunoaștere în jurul Mării Baltice; folosit ulterior ca navă-școală. Scos din uz în iulie 1917. |                                                                   |                                                                   |
| LZ 58              | P          | LZ 88                    | 14 noiembrie 1915  | 14 misiuni de recunoaștere; 3 atacuri, un total de 4249 kg de bombe lansate de-a lungul Frontului de Vest; în ianuarie 1917 a fost înmânat marinei germane care a folosit-o în scopuri experimentale. Scos din uz în septembrie 1917. |                                                                   |                                                                   |
| LZ 59              | Q          | L 20                     | 21 noiembrie 1915  | 6 misiuni de recunoaștere; 2 atacuri asupra Marii Britanii, lansând în total 2864 kilograme (6,314 lb) de bombe; a rămas fără combustibil după ce a atacat Scoția la 3 mai 1916, a rătăcit în apropiere de Stavanger (Norvegia). Echipajul a distrus aeronava. 16 membri au fost capturați, 3 au murit. Căpitanul-locotenent Stabbert a scăpat șase luni mai târziu. |                                                                   |                                                                   |
| LZ 60              | P          | LZ 90                    | 1 ianuarie 1916    | 4 atacuri asupra orașelor Bar-le-Duc, Norwich, Londra și Étaples, care au necesitat lansarea în total a 8860 de kilograme de bombe; pe 7 noiembrie 1916 s-a desprins într-o furtună și a dispărut în mare și nu a mai fost văzut niciodată. |                                                                   |                                                                   |
| LZ 61              | Q          | L 21                     | 10 ianuarie 1916   | 17 misiuni de recunoaștere; 10 atacuri asupra Marii Britanii, lansând un total de 14442 de kilograme de bombe. Interceptat și distrus la 28 noiembrie 1916. Nu au existat supraviețuitori. |                                                                   |                                                                   |
| LZ 62              | R          | L 30                     | 28 mai 1916        | Primul din clasa de tip "Super-Zeppelin" a avut un volum de 55.200 m3. 10 raiduri asupra Marii Britanii, lansând un total de 23305 de kilograme de bombe; 31 de misiuni de recunoaștere deasupra mărilor Nordice și Baltice și pe Frontul de Est; scos din uz la 17 noiembrie 1917 și dus la Seerappen. În 1920 a fost transferat în Belgia ca parte a reparațiilor de război, unde a fost dezmembrat. Unele componente, inclusiv o mașină cu motor, sunt păstrate la Muzeul de Arme Regale și de Istorie Militară din Bruxelles. |                                                                   |                                                                   |
| LZ 63              | P          | LZ 93                    | 23 februarie 1916  | Trei atacuri asupra orașelor Dunkirk, Mardick și Harwich, care au consumat 3240 de kilograme (7.140 de lb) de bombe. Scos din uz în 1917. |                                                                   |                                                                   |
| LZ 64              | Q          | L 22                     | 3 martie 1916      | 30 de misiuni de recunoaștere; 8 atacuri asupra Marii Britanii, lansând un total de 9215 kg (20.316 lb) de bombe; distrus lângă Terschelling, pe 14 mai 1917, în timpul unei misiuni de recunoaștere. |                                                                   |                                                                   |
| LZ 65              | Q          | LZ 95                    | 1 februarie 1916   | Distrusă de focul francez anti-aerian pe 21 februarie 1916, în timpul unui atac asupra orașului Vitry-le-François. |                                                                   |                                                                   |
| LZ 66              | Q          | L 23                     | 8 April 1916       | 51 misiuni de recunoaștere; 3 atacuri asupra Marii Britanii, lansând un total de 5254 kg (11.583 lb) de bombe; a capturat nava norvegiană "Royal" în Marea Nordului, la 23 aprilie 1917. Distrus la 21 august 1917. Smart later led the Tondern raid which destroyed LZ 99 & LZ 108. |                                                                   |                                                                   |
| LZ 67              | Q          | LZ 97                    | 4 aprilie 1916     | 4 atacuri în Londra, Boulogne și, mai târziu, la București, lansând un total de 5760 kg de bombe, plus câteva zboruri nereușite datorate vremii nefavorabile. Scos din uz la 5 iulie 1917. |                                                                   |                                                                   |
| LZ 68              | Q          | LZ 98                    | 28 aprilie 1916    | Un atac asupra Londrei care a necesitat lansarea a 1513 kilograme (3336 lb) de bombe, plus câteva zboruri oprite din cauza vremii nefavorabile; predat Marinei germane în noiembrie 1916; 15 misiuni de recunoaștere în jurul Mării Baltice. Scos din uz în august 1917. |                                                                   |                                                                   |
| LZ 69              | Q          | L 24                     | 20 mai 1916        | 19 misiuni de recunoaștere în jurul Mării Nordului; 4 raiduri asupra Marii Britanii, lansând un total de 8510 kilograme (18,760 lb) de bombe; s-a prăbușit într-un zid în timp ce a fost dus în hangarul său la 28 decembrie 1916 și a ars împreună cu LZ 53. |                                                                   |                                                                   |
| LZ 70              | Neterminat | Neterminat               | Neterminat         | |                                                                   |                                                                   |
| LZ 71              | Q          | LZ 101                   | 29 iunie 1916      | Staționat în orașul Iambol (Bulgaria); 7 atacuri în care s-au lansat 11934 kg de bombe asupra localităților București, Ciulnița, Fetești, Galați, Odessa, Mytilene, Iași și Mudros. Scos din uz în septembrie 1917. |                                                                   |                                                                   |
| LZ 72              | R          | L 31                     | 12 July 1916       | |                                                                   |                                                                   |
| LZ 73              | Q          | LZ 103                   | 23 august 1916     | Un atac de succes asupra orașului Calais, 1530 kilograme de bombe lansate. Scos din uz în august 1917. |                                                                   |                                                                   |
| LZ 74              | R          | L 32                     | 4 august 1916      | Trei atacuri asupra Marii Britanii, 660 de kilograme de bombe aruncate; interceptat și distrus la 24 septembrie 1916, lângă Great Burstead, Essex; tot echipajul a murit. Trupurile membrilor echipajului au fost îngropate la Great Burstead, apoi în 1966 au fost exhumate și reînhumate la Cannock Chase. |                                                                   |                                                                   |
| LZ 75              | R          | L 37                     | 9 noiembrie 1916   | 17 misiuni de recunoaștere în Marea Nordului și Marea Baltică și în Marea Britanie; 4 raiduri cu un total de 6450 kilograme (14.220 lb) de bombe aruncate ; scos din uz la 24 decembrie 1917; transferat în Japonia în 1920 (dezasamblat) |                                                                   |                                                                   |
| LZ 76              | R          | L 33                     | 30 august 1916     | |                                                                   |                                                                   |
| LZ 77              | Q          | LZ 107                   | 16 octombrie 1916  | Un atac asupra orașului Boulogne, Franța, în care a lansat 1440 de kilograme (3.170 lb) de bombe (alte raiduri fiind anulate). Scos din uz în iulie 1917. |                                                                   |                                                                   |
| LZ 78              | R          | L 34                     | 22 septembrie1916  | Trei misiuni de recunoaștere; două atacuri asupra Marii Britanii, lansând un total de 3890 kg (8580 lb) de bombe. |                                                                   |                                                                   |
| LZ 79              | R          | L 41                     | 15 ianuarie 1917   | 15 misiuni de recunoaștere în jurul Mării Nordului; patru atacuri asupra Marii Britanii, lansând un total de 6567 kilograme de bombe; folosit ca navă-școală începând cu 11 decembrie 1917. Distrus de echipajul său la 23 iunie 1919. |                                                                   |                                                                   |
| LZ 80              | R          | L 35                     | 20 octombrie 1916  | 13 misiuni de recunoaștere în jurul Mării Nordului și Mării Baltice; trei atacuri asupra Marii Britanii, lansând un total de 4284 kilograme de bombe; scos din uz în septembrie 1918. |                                                                   |                                                                   |
| LZ 81              | Q          | LZ 111                   | 20 decembrie 1916  | Nu a fost folosit în armata germană și a fost transferat la Marina germană în mai 1917; 7 misiuni de recunoaștere în jurul Mării Baltice. Scos din uz la 10 august 1917. |                                                                   |                                                                   |
| LZ 82              | R          | L 36                     | 1 noiembrie 1916   | 20 de zboruri în jurul Mării Nordului și a Marii Britanii, inclusiv patru misiuni de recunoaștere; avariat la aterizarea în ceață în localitatea Rehben-an-der-Aller la 7 februarie 1917 și dezafectat. |                                                                   |                                                                   |
| LZ 83              | R          | LZ 113                   | 22 februarie 1917  | 15 misiuni de recunoaștere în jurul Frontului de Est și a Mării Baltice; trei atacuri în care a lansat un total de 6.000 de kilograme de bombe. În 1920 a fost transferat în Franța ca parte a reparațiilor de război. |                                                                   |                                                                   |
| LZ 84              | R          | L 38                     | 22 noiembrie 1916  | Grav deteriorat într-o aterizare forțată (din cauza zăpezii puternice) în timpul unei încercări de raid pe linia Reval-Sankt Petersburg la 29 decembrie 1916. |                                                                   |                                                                   |
| LZ 85              | R          | L 45                     | 12 aprilie 1917    | 12 misiuni de recunoaștere în jurul Mării Nordului; 3 atacuri asupra Marii Britanii, lansând un total de 4700 de kilograme de bombe. A rămas fără combustibil pe 20 octombrie 1917 și a fost distrus într-o aterizare forțată în apropiere de Sisteron, Franța, echipajul fiind luat captiv. |                                                                   |                                                                   |
| LZ 86              | R          | L 39                     | 11 decembrie 1916  | Două misiuni de recunoaștere în jurul Mării Nordului; un atac asupra Marii Britanii, în care a lansat 300 kg de bombe, iar la întoarcere a fost distrus de artileria anti-aeriană franceză lângă Compiègne, la 17 martie 1917. |                                                                   |                                                                   |
| LZ 87              | R          | L 47                     | 11 mai 1917        | 18 misiuni de recunoaștere și trei atacuri care lansează în totalitate 3240 de kilograme de bombe în jurul Mării Nordului și Marii Britanii. La 5 ianuarie 1918, o explozie uriașă în baza aeriană din Ahlhorn a distrus patru Zeppeline (inclusiv L 47) și o altă aeronavă, adăpostite într-un hangar adiacent și la o distanță de două mile (0,80 km). |                                                                   |                                                                   |
| LZ 88              | R          | L 40                     | 3 ianuarie 1917    | 7 misiuni de recunoaștere; 2 atacuri asupra Marii Britanii, lansând un total de 3105 kilograme (6845 lb) de bombe. Deteriorat sever, în timp ce a aterizat pe 16 iunie 1917 în Nordholz. |                                                                   |                                                                   |
| LZ 89              | R          | L 50                     | 9 iunie 1917       | 5 misiuni de recunoaștere în jurul Mării Nordului; două atacuri asupra Marii Britanii, lansând un total de 4135 kilograme de bombe. A rămas fără combustibil pe 20 octombrie 1917 și, după ce mașina de control a fost distrusă ca urmare a încercării de a prăbuși aeronava pentru a împiedica căderea ei în mâinile inamice lângă Danmartin, a fost aruncată în largul coastei mediteraneene cu încă cinci membri ai echipajului la bord. |                                                                   |                                                                   |
| LZ 90              | R          | LZ 120                   | 31 ianuarie 1917   | 17 misiuni de recunoaștere și 3 atacuri care au aruncat 11250 kilograme de bombe în jurul Frontului de Est și al Mării Baltice. Retras la 8 octombrie 1917; în 1920 a fost transferat în Italia ca reparatii de război, și dezafectat un an mai târziu. |                                                                   |                                                                   |
| LZ 91              | S          | L 42                     | 21 februarie 1917  | Primul din clasa S, care a avut o structură mai ușoară pentru a îmbunătăți atingerea altitudinii maxime. 20 de misiuni de recunoaștere; 4 atacuri asupra Marii Britanii, lansând un total de 6030 de kilograme de bombe; folosit ca o navă-școală din 6 iunie 1918. Distrus de echipaj la 23 iunie 1919. |                                                                   |                                                                   |
| LZ 92              | S          | L 43                     | 6 martie 1917      | 6 misiuni de recunoaștere; un atac asupra docurilor engleze, aruncând 1850 de kilograme de bombe. A fost doborât de către avioanele de luptă britanice la 14 iunie 1917 în timpul unei misiuni de recunoaștere. |                                                                   |                                                                   |
| LZ 93              | T          | L 44                     | 1 aprilie 1917     | 8 misiuni de recunoaștere; 4 atacuri asupra Marii Britanii și a unităților Royal Navy. Doborât de francezi în apropierea orașului Lunéville pe 20 octombrie 1917. |                                                                   |                                                                   |
| LZ 94              | T          | L 46                     | 24 aprilie 1917    | 19 misiuni de recunoaștere în jurul Mării Nordului; 3 atacuri asupra Marii Britanii, lansând un total de 5700 de kilograme de bombe. Distrus în explozia de la Ahlhorn. |                                                                   |                                                                   |
| LZ 95              | U          | L 48                     | 22 mai 1917        | Câțiva din membrii echipajului de pe LZ 41 au fost transferați pe LZ 48; o misiune de recunoaștere reușită. Ca parte a unui atac asupra Londrei cu alte 3 Zeppeline, a fost interceptat și distrus de avioanele de vânătoare britanice de-a lungul mării, lângă Great Yarmouth, la 17 iunie 1917, prăbușindu-se lângă Leiston. Trei supraviețuitori; echipaj îngropat la Theberton, Suffolk mai târziu exhumați și reînhumați la Cannock Chase. |                                                                   |                                                                   |
| LZ 96              | U          | L 49                     | 13 iunie 1917      | Două misiuni de recunoaștere în jurul Mării Nordului; un raid asupra Marii Britanii, în care a lansat 2100 de kilograme de bombe; în timp ce se întorceau, forțați să aterizeze lângă Bourbonne-les-Bains la 20 octombrie 1917 și capturați de forțele franceze. Designul lui LZ 96 a influențat proiectarea primei aeronave rigide americane, USS Shenandoah (ZR-1) și britanicul R38. |                                                                   |                                                                   |
| LZ 97              | U          | L 51                     | 6 iunie 1917       | 3 misiuni de recunoaștere; un raid pe coasta engleză, care a aruncat bombe de 280 kg. Distrusă în explozia de la Ahlhorn. |                                                                   |                                                                   |
| LZ 98              | U          | L 52                     | 14 iulie 1917      | 20 de misiuni de recunoaștere; avariat deasupra Londrei de o furtună neașteptată în timpul unui raid, a lansat acolo 2020 de kilograme de bombe. Distrus de echipajul său la 23 iunie 1919. |                                                                   |                                                                   |
| LZ 99              | U          | L 54                     | 13 august 1917     | 14 misiuni de recunoaștere; două atacuri asupra Marii Britanii, lansând un total de 5840 kg (12870 lb) de bombe; distrus împreună cu LZ 108 când șapte avioane de vânătoare RNAS Sopwith Camel, lansate de pe portavionul HMS Furious, au bombardat hangarul Toska din Tønder, Danemarca(doar două avioane s-au întors pe portavion, deși celelalte trei avioane au aterizat în Danemarca după ce au rămas fără combustibil.) |                                                                   |                                                                   |
| LZ 100             | V          | L 53                     | 8 august 1917      | 19 misiuni de recunoaștere; 4 atacuri asupra Marii Britanii, lansând un total de 11930 de kilograme de bombe. Interceptat și distrus de o escadrilă de avioane de vânătoare condusă de Lt. Culley, care a decolat de pe distrugătorul HMS Redoubt, la 11 august 1918. LZ 100 a fost ultimul zeppelin distrus în timpul războiului. |                                                                   |                                                                   |
| LZ 101             | V          | L 55                     | 1 septembrie 1917  | Două atacuri în care a lansat un total de 5450 kg (12.020 lb) de bombe. Puternic deteriorat în cel de-al doilea, la 19 octombrie 1917, a intrat în spatele frontului de vest și s-a ridicat la o altitudine record pentru un Zeppelin, de 7.600 de metri (24.900 ft) pentru a scăpa; apoi dezmembrat după aterizarea forțată. |                                                                   |                                                                   |
| LZ 102             | W          | L 57                     | 26 septembrie 1917 | Nu a fost folosit în luptă. Destinat utilizării sale în Africa. Deteriorat sever de un vânt greu la 8 octombrie 1917. |                                                                   |                                                                   |
| LZ 103             | V          | L 56                     | 24 septembrie 1917 | 17 misiuni de recunoaștere; a participat la ultimul raid în Marea Britanie, la 6 august 1918. Distrus de echipaj la 23 iunie 1919. |                                                                   |                                                                   |
| LZ 104             | W          | L 59                     | 30 octombrie 1917  | Cunoscut ca Afrika-Schiff, staționat în Iambol (Bulgaria); LZ 104 a început o misiune în Africa de Est Germană. Cu toate acestea, forțele britanice au avansat în zona de aterizare desemnată, forțând admiralitatea germană să renunțe la misiune și să recheme nava la vest de Khartoum. Cu toate acestea, LZ 104 a stabilit un record de zbor pe distanțe lungi de 7657 km (9599 mi) în 95 de ore și 5 minute) sau aproape 4 zile în aer. Nava s-a prăbușit la 7 aprilie 1918 în apele din Strâmtoarea Otranto, cu pierderea a 21 de membri ai echipajului. |                                                                   |                                                                   |
| LZ 105             | V          | L 58                     | 29 octombrie 1917  | Două misiuni de recunoaștere; distrus în explozia de la Ahlhorn. |                                                                   |                                                                   |
| LZ 106             | V          | L 61                     | 12 decembrie 1917  | 9 misiuni de recunoaștere; două atacuri asupra Marii Britanii, lansând un total de 4500 de kilograme de bombe; în 1920 a fost transferat în Italia ca reparații de război. |                                                                   |                                                                   |
| LZ 107             | V          | L 62                     | 19 ianuarie 1918   | Două misiuni de recunoaștere; două atacuri asupra Marii Britanii, lansând un total de 5923 kg (13058 lb) de bombe. |                                                                   |                                                                   |
| LZ 108             | V          | L 60                     | 18 decembrie 1917  | 11 misiuni de recunoaștere; un atac asupra Marii Britanii, în care a lansat 3120 kg de bombe; distrus împreună cu LZ 99 când șapte avioane de vânătoare RNAS Sopwith Camel, lansate de pe portavionul HMS Furious, au bombardat hangarul Toska de la Tønder, Danemarca. |                                                                   |                                                                   |
| LZ 109             | V          | L 64                     | 11 martie 1918     | 13 misiuni de recunoaștere asupra Mării Nordului; cu LZ 108, LZ 106, LZ 107 și LZ 110 au făcut un raid la nord de Marea Britanie, lansând 2800 kg în bombe. În 1920 a fost transferat în Marea Britanie ca reparații de război. ref name=ahtl64>Airship Heritage Trust – L64</ref> |                                                                   |                                                                   |
| LZ 110             | V          | L 63                     | 4 martie 1918      | A lansat un total de 8915 kg de bombe în trei atacuri asupra Marii Britanii, inclusiv participarea la ultima raid în Marea Britanie, la 6 august 1918. Distrus de echipaj la 23 iunie 1919. |                                                                   |                                                                   |
| LZ 111             | V          | L 65                     | 17 aprilie 1918    | Participat la ultimul raid în Marea Britanie, la 6 august 1918. Distrus de echipaj la 23 iunie 1919. |                                                                   |                                                                   |
| LZ 112             | X          | L 70                     | 1 iulie 1918       | Participant la ultimul raid în Marea Britanie, la 6 august 1918; interceptat și distrus deasupra Mării Nordului de către avionul de vânătoare britanic de Havilland DH-4, pilotat de maiorul Egbert Cadbury, cu căpitanul Robert Leckie (mai târziu vice-marșalul aerian) ca armeș. |                                                                   |                                                                   |
| LZ 113             | X          | L 71                     | 29 iulie 1918      | Nu a fost folosit în război; în 1920 a fost transferat în Marea Britanie ca reparație de război. |                                                                   |                                                                   |
| LZ 114             | X          | L 72; in France: Dixmude | 9 February 1920    | Nu a fost finalizat la timp pentru armata germană fiindcă războiul s-a încheiat; în 1920, a fost transferat în Franța ca reparație de război, a fost predat la 9 iulie 1920 și a fost redenumit Dixmude.Record de ore de zbor: 118 h. A explodat în largul coastei Siciliei în timpul unei furtuni în decembrie 1923, omorând toate persoanele aflate la bord(52). |                                                                   |                                                                   |
| LZ 115             |            |                          |                    | Construcție abandonată în condițiile Tratatului de la Versailles. | Construcție abandonată în condițiile Tratatului de la Versailles. | Construcție abandonată în condițiile Tratatului de la Versailles. |
| LZ 116             |            |                          |                    | Construcție abandonată în condițiile Tratatului de la Versailles. | Construcție abandonată în condițiile Tratatului de la Versailles. | Construcție abandonată în condițiile Tratatului de la Versailles. |
| LZ 117             |            |                          |                    | Construcție abandonată în condițiile Tratatului de la Versailles. | Construcție abandonată în condițiile Tratatului de la Versailles. | Construcție abandonată în condițiile Tratatului de la Versailles. |
| LZ 118             |            |                          |                    | Construcție abandonată în condițiile Tratatului de la Versailles. | Construcție abandonată în condițiile Tratatului de la Versailles. | Construcție abandonată în condițiile Tratatului de la Versailles. |
| LZ 119             |            |                          |                    | Construcție abandonată în condițiile Tratatului de la Versailles. | Construcție abandonată în condițiile Tratatului de la Versailles. | Construcție abandonată în condițiile Tratatului de la Versailles. |

This September 1917 group photograph shows these Navy Zeppelin captains: Manger (L 41), von Freudenreich (L 47), Schwonder (L 50), Prölss (L 53), Bockholt (L 57), Peter Strasser (FdL – Führer der Luftschiffe), Gayer (L 49), Stabbert (L 44), Ehrlich (L 35), Dietrich (L 42), Hollender (L 46), Dose (L 51) and Friemel (L 52).

## Zeppeline construite după Primul Război Mondial
| Număr de producție | Nume                                                            | Utilizare                                                       | Primul zbor                                                     | Remarci | Imagine                                                         |
| ------------------ | --------------------------------------------------------------- | --------------------------------------------------------------- | --------------------------------------------------------------- | --- | --------------------------------------------------------------- |
| LZ 120             | Bodensee; în Italia: Esperia                                    | civil; în Italia: ?                                             | 20 august 1919                                                  | Include o secțiune de pasageri de primă clasă; folosit de DELAG până în 1921, apoi a fost comandat să fie transferat ca Esperia (imagine inferioară) în Italia, ca parte a reparațiilor de război. A sosit la Roma de la Staaken la 25 decembrie 1921.                                      |                                                                 |
| LZ 121             | Nordstern; în Franța: Méditerranée                              | civil (inițial); în Franța: ?                                   | 13 iunie 1921                                                   | Destinată zborurilor regulate către Stockholm; a fost transferat în Franța ca parte a reparațiilor de război. |                                                                 |
| LZ 122             | Construcția interzisă în condițiile Tratatului de la Versailles | Construcția interzisă în condițiile Tratatului de la Versailles | Construcția interzisă în condițiile Tratatului de la Versailles | Construcția interzisă în condițiile Tratatului de la Versailles | Construcția interzisă în condițiile Tratatului de la Versailles |
| LZ 123             | Construcția interzisă în condițiile Tratatului de la Versailles | Construcția interzisă în condițiile Tratatului de la Versailles | Construcția interzisă în condițiile Tratatului de la Versailles | Construcția interzisă în condițiile Tratatului de la Versailles | Construcția interzisă în condițiile Tratatului de la Versailles |
| LZ 124             | Construcția interzisă în condițiile Tratatului de la Versailles | Construcția interzisă în condițiile Tratatului de la Versailles | Construcția interzisă în condițiile Tratatului de la Versailles | Construcția interzisă în condițiile Tratatului de la Versailles | Construcția interzisă în condițiile Tratatului de la Versailles |
| LZ 125             | Construcția interzisă în condițiile Tratatului de la Versailles | Construcția interzisă în condițiile Tratatului de la Versailles | Construcția interzisă în condițiile Tratatului de la Versailles | Construcția interzisă în condițiile Tratatului de la Versailles | Construcția interzisă în condițiile Tratatului de la Versailles |
| LZ 126             | ZR-3, USS Los Angeles (în SUA)                                  | experimental, militar                                           | 27 august 1924                                                  | Comandat de Statele Unite; a fost transferat de la Friedrichshafen la Lakehurst în 81 ore și 2 minute, sosind la 15 octombrie 1924, 9:52. Cea mai reușită aeronavă rigidă din SUA. Demontat în august 1940.                                                                                 |                                                                 |
| LZ 127             | LZ 127 Graf Zeppelin                                            | civil                                                           | 18 septembrie 1928                                              | Cea mai reușită aeronavă în istorie; zboruri regulate către America de Nord și America de Sud; turneu mondial în 1929, expediție în Arctica în 1931. Demontat în 1940, la ordinul lui Hermann Göring.                                                                                       |                                                                 |
| LZ 128             | Proiect abandonat în favoarea lui LZ 129                        | Proiect abandonat în favoarea lui LZ 129                        | Proiect abandonat în favoarea lui LZ 129                        | Proiect abandonat în favoarea lui LZ 129 | Proiect abandonat în favoarea lui LZ 129                        |
| LZ 129             | Hindenburg (first Hindenburg class airship)                     | civil                                                           | 4 martie 1936                                                   | Destinat pentru umplerea cu heliu în loc de hidrogen inflamabil, cu toate acestea, a fost refuzat ca heliul necesar să fie furnizat Germaniei, în principal de către SUA. Călătorii regulate către America de Nord și de Sud. Distrus în dezastrul de la 6 mai 1937.                        |                                                                 |
| LZ 130             | Graf Zeppelin II (second Hindenburg class airship)              | civil                                                           | 14 septembrie 1938                                              | Total 30 de zboruri (36.550 km, 409 ore), în special teste de zbor, dar și interceptări radio pe coasta engleză și frontiera poloneză / germană. Modificat pentru heliu, dar nefurnizat de SUA. Ultimul zbor a avut loc pe 20 august 1939. Demontat în 1940, la ordinul lui Hermann Göring. |                                                                 |
| LZ 131             | nefinalizat                                                     | nefinalizat                                                     | nefinalizat                                                     | nefinalizat | nefinalizat                                                     |